# Łacinka ukraińska

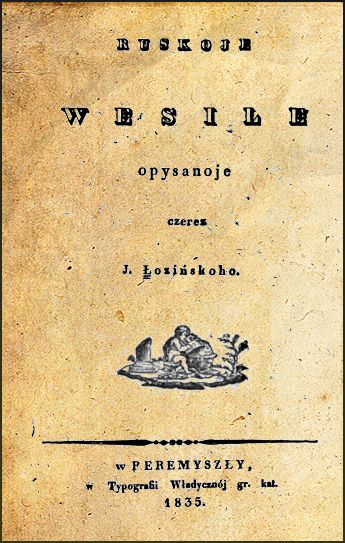
Przykład użycia łacinki ukraińskiej

Łacinka ukraińska (ukr. українська латинка, transkr. ukrajinśka łatynka; українська латиниця, transkr. ukrajinśka łatynycia) – wariant alfabetu łacińskiego przystosowany do zapisu języka ukraińskiego, opracowany w roku 1859 przez czeskiego slawistę Josefa Jirečka.

## Historia

### Użycie alfabetu łacińskiego w dobie ruskiej
Teksty ruskie drukowane pojawiły się w pierwszej połowie XVI wieku. Zasięg użycia alfabetu łacińskiego w piśmiennictwie ruskim w wiekach XVII i XVIII był dość szeroki na Prawobrzeżu, a teksty drukowane alfabetem łacińskim spotykane były nawet w Charkowie. Niemniej duża część Rusinów, szczególnie związanych z prawosławnymi ośrodkami kulturalnymi, uważała, że z językiem i kulturą ruską nierozerwalnie związana musi być cyrylica.

### Propozycja użycia alfabetu łacińskiego w języku ukraińskim
Z propozycją całkowitego przejścia na alfabet łaciński wystąpił w 1834 Josyp Łozynśkyj, pisząc artykuł O wprowadzeniu abecadła polskiego do piśmiennictwa ruskiego, oraz opracowując (w rękopisie) w języku polskim gramatykę języka ruskiego. Już wcześnie inni uczeni proponowali przyjęcie alfabetu łacińskiego do piśmiennictwa ukraińskiego m.in. na początku XIX wieku Schlecer w swojej pracy o Nestorze, czy J. Voltigi w Słowniku języka iliryjskiego, włoskiego i niemieckiego, a w kilka lat po nich także Jernej Kopitar i  A. Pachmeier. Gramatyka Łozynskiego została zaaprobowana przez Jerneja Kopitara, jednak zarówno jej pierwsza redakcja jak i druga nie ukazała się drukiem. Powodem tego przy pierwszej próbie wydania było to, że Łozynśkyj zajął się innymi badaniami, natomiast podczas drugiej próby wydania na druk nie zezwolił cenzor lwowski Wenedykt Łewyćkyj. Gramatyka Łozynskiego była jedną z prób rozwiązania problemu polegającego na nieprzystosowaniu cyrylicy cerkiewnosłowiańskiej do języka ukraińskiego, którego rozwój rozpoczął się w XIX wieku na bazie języka ludowego. Mimo że pomysł ten poparli niektórzy działacze ukraińscy, np. Iwan Hołowacki (brat Jakiwa Hołowackiego), to nie zdobył on jednak szerszego uznania. Protestowali przeciw niemu między innymi prekursorzy literatury ukraińskiej – Ruska Trójca (m.in. Markijan Szaszkewycz – Azbuka i abecadło), oraz Josyp Łewyćkyj (Odpowiedź na zadanie o wprowadzeniu abecadła polskiego do piśmiennictwa ruskiego) oraz Denys Zubryćkyj (Apologia Cyryliki czyli Azbuki ruskiej).
Zainteresowani przyjęciem alfabetu łacińskiego do piśmiennictwa ruskiego byli także działacze polscy. W 1836 ukazał się artykuł Lucjana Siemieńskiego Literatura krajowa, biorący w obronę pomysł Łozyńskiego.

### Projekt Josefa Jirečka
Najdalej zaawansowana i najbardziej głośna próba przejścia na alfabet łaciński związana jest z projektem czeskiego slawisty Josefa Jirečka, opublikowanym przez austriackie ministerstwo kultu i oświaty w roku 1859. W zamyśle autora latynizacja miała pomóc w tworzeniu języka ukraińskiego jako nowoczesnego języka, dzięki oddzieleniu od archaicznych wpływów cerkiewnosłowiańskich i współczesnych rosyjskich.
Mimo prób Jirečka, nie udało mu się przekonać do tej idei znaczącej części ukraińskiej inteligencji. Podchwycił ją natomiast ówczesny gubernator Galicji, polski arystokrata hr. Agenor Gołuchowski, na którego wniosek minister kultu i oświaty Austrii Leopold Thun powołał komisję do rozpatrzenia sprawy. Projekt Jirečka był oparty na ortografii czeskiej, bez cech właściwych ortografii polskiej, z wyjątkiem zapożyczenia znaków na oznaczenie głosek nieobecnych w języku czeskim (ś, ć, ź, ń). Niemniej samo poparcie Gołuchowskiego dla projektu wystarczyło, aby w skonfliktowanej Galicji Ukraińcy uznali go za kolejną próbę polonizacji, a w najlepszym razie – wyraz czeskiego dążenia do hegemonii wśród Słowian imperium austriackiego. Tym bardziej, że w ówczesnym czasie spora część ukraińskich uczonych należała do zwolenników moskalofilstwa, a więc zacieśnienia związków z kulturą rosyjską. Protesty wsparli też inni slawiści z Austrii, m.in. Pavel Jozef Šafárik i Franc Miklošič.
Fala protestów była wyjątkowo silna (tzw. wojna ortograficzna, ukr. азбучна війна), a komisja ministerialna stosunkiem głosów 7:2 przy 2 wstrzymujących się zaopiniowała projekt negatywnie. W wyniku tego austriackie ministerstwo zrezygnowało z dalszego promowania łacinki, ograniczając się do reformy cyrylicy (również oprotestowanej i ostatecznie skasowanej w 1861 r.)
Oprócz Łozynskiego, łacinkę poparł również greckokatolicki metropolita Lwowa Spirydion Litwinowicz. Pomysł Jirečka znalazł pewne poparcie również w rosyjskiej części Ukrainy, gdzie dostrzegano jego potencjał dla ograniczenia wpływów rosyjskich. Np. Mychajło Drahomanow posługiwał się łacinką, a nawet wydał łacińską wersję Kobziarza Tarasa Szewczenki. Należy zwrócić uwagę, że drahomanówka – opracowana przez Drahomanowa reforma cyrylicy – pozwalała na przechodzenie z jednego systemu na drugi przez prostą zamianę znaków jeden do jednego.

### Czasy radzieckie
W ciągu pierwszych dwóch dekad istnienia Związku Radzieckiego przeprowadzono zakrojoną na szeroką skalę kampanię latynizacji, w wyniku której około 70 języków przeszło na alfabet łaciński. W większości przypadków były to języki, które wcześniej używały alfabetu arabskiego, a także mniejsze języki w Rosji, które miały niewielką lub żadną tradycję literacką. Ukraiński, podobnie jak rosyjski i białoruski, był wyraźnie wykluczony z tego procesu. Niemniej jednak toczyły się dyskusje na ten temat. W 1923 roku pisarz Serhij Pyłypenko napisał artykuł zatytułowany Odvertyj lyst do vsix, xto cikavyťsja cijeju spravoju („List otwarty do wszystkich zainteresowanych tą sprawą”), w którym opowiadał się za przejściem z alfabetu cyrylickiego na łaciński.
Kilka lat później, na Wszechukraińskiej konferencji ortograficznej w Charkowie w 1927 roku, językoznawcy Majk Johansen, Borys Tkaczenko i Mykoła Nakoneczny złożyli oficjalną propozycję rozpoczęcia aktywnego używania alfabetu łacińskiego jako części ukraińskiej ortografii. Po dwóch dniach dyskusji propozycja została ostatecznie odrzucona: 20 osób zagłosowało za, 25 przeciw. Zresztą, entuzjazm dla alfabetu łacińskiego raczej ostygł pod rządami Józefa Stalina; od 1936 r. polityka latynizacji została całkowicie odwołana i zastąpiona polityką cyrylizacji, a w ciągu najbliższych kilku lat prawie wszystkie języki Związku Radzieckiego (z wyjątkiem gruzińskiego, ormiańskiego, niemieckiego i jidysz) przeszły na cyrylicę. Autorów powyższych propozycji też spotkał tragiczny koniec: Pyłypenko został rozstrzelony w 1934 roku, Johansen i Tkaczenko w 1937 roku.
W tym samym okresie alfabet łaciński sporadycznie pojawiał się w ukraińskojęzycznych publikacjach w Polsce, Czechosłowacji i Rumunii.

## Współczesność
Od czasu uzyskania niepodległości na Ukrainie (szczególnie zachodniej) pojawiają się propozycje przejścia z cyrylicy na łacinkę. Zwolennikiem tej zmiany jest m.in. historyk Jarosław Hrycak. Dotychczas propozycja ta jest dyskutowana wyłącznie w kręgach inteligencji i nie znajduje szerokiego poparcia społecznego. Niemniej poprzez fora internetowe zaczęła ona przenikać z trudno dostępnych czasopism do obiegu powszechnego.
Zwolennicy łacinki wskazują zwykle na przykład Serbii, w której równoległe funkcjonowanie dwóch alfabetów nie doprowadziło do upadku języka i kultury ani też zaniku samej cyrylicy, za to ułatwia Serbom kontakty z kulturą zachodnią. Wskazuje się również, że szereg dawnych republik radzieckich z sukcesem powrócił do alfabetu łacińskiego (Azerbejdżan, Mołdawia, Turkmenistan, Uzbekistan). Z kolei przeciwnicy odwołują się do argumentu o „tysiącletnim dziedzictwie kulturowym” oraz uważają, że taka rozbieżność między rosyjskim a ukraińskim systemem pisowni doprowadziłaby do ostatecznej klęski w zakresie wprowadzenia ukraińskiego w zrusyfikowanych regionach kraju (przy czym zwolennicy uważają, że skutek wprowadzenia takiej rozbieżności byłby dokładnie odwrotny, a ponadto zanikłyby współczesne rusycyzmy w wymowie).

## Alfabet
W poniższej tabeli porównano łacinkę ze współczesnym cyrylickim alfabetem ukraińskim oraz drahomanówką i współczesną ukraińską transkrypcją urzędową opracowaną na bazie alfabetu angielskiego. Uwzględniono również wieloznaki wspólne dla łacinki i współczesnej cyrylicy. Warto zwrócić uwagę na liczbę przypadków specjalnych w obecnej pisowni i praktyczny ich brak w łacince i drahomanówce.
| łacinka | drahomanówka | cyrylica współczesna | ukraińska transkrypcja oficjalna z cyrylicy na j. angielski |
| ------- | ------------ | -------------------- | ----------------------------------------------------------- |
| A a     | А а          | А а / Я я            | A a                                                         |
| B b     | Б б          | Б б                  | B b                                                         |
| C c     | Ц ц          | Ц ц                  | TS ts                                                       |
| Ć ć     | ЦЬ ць        | Ц(Ь) ц(ь)            | TS' ts' / TSI tsi                                           |
| Č č     | Ч ч          | Ч ч                  | CH ch                                                       |
| D d     | Д д          | Д д                  | D d                                                         |
| Ď ď     | ДЬ дь        | Д(Ь) д(ь)            | D' d' / DI di                                               |
| DZ dz   | ДЗ дз        | ДЗ дз                | DZ dz                                                       |
| DŹ dź   | ДЗЬ дзь      | ДЗ(Ь) дз(ь)          | DZ' dz' / DZI dzi                                           |
| DŽ dž   | ДЖ дж        | ДЖ дж                | DZH dzh                                                     |
| E e     | Е е          | Е е / Є є            | E e                                                         |
| F f     | Ф ф          | Ф ф                  | F f                                                         |
| G g     | Ґ ґ          | Ґ ґ                  | G g                                                         |
| H h     | Г г          | Г г                  | H h                                                         |
| Ch ch   | Х х          | Х х                  | KH kh                                                       |
| I i     | І і          | І і / Ї ї            | I i                                                         |
| J j     | Ј ј          | Й й                  | I i, Y y                                                    |
| K k     | К к          | К к                  | K k                                                         |
| L l     | Л л          | Л л                  | L l                                                         |
| Ľ ľ     | ЛЬ ль        | Л(Ь) л(ь)            | L' l' / LI li                                               |
| M m     | М м          | М м                  | M m                                                         |
| N n     | Н н          | Н н                  | N n                                                         |
| Ń ń     | НЬ нь        | Н(Ь) н(ь)            | N' n' / NI ni                                               |
| O o     | О о          | О о                  | O o                                                         |
| P p     | П п          | П п                  | P p                                                         |
| R r     | Р р          | Р р                  | R r                                                         |
| Ŕ ŕ     | РЬ рь        | Р(Ь) р(ь)            | R' r' / RI ri                                               |
| S s     | С с          | С с                  | S s                                                         |
| Ś ś     | СЬ сь        | С(Ь) с(ь)            | S' s' / SI si                                               |
| Š š     | Ш ш          | Ш ш                  | SH sh                                                       |
| T t     | Т т          | Т т                  | T t                                                         |
| Ť ť     | ТЬ ть        | Т(Ь) т(ь)            | T' t' / TI ti                                               |
| U u     | У у          | У у / Ю ю            | U u                                                         |
| V v     | В в          | В в                  | V v                                                         |
| Y y     | И и          | И и                  | Y y                                                         |
| Z z     | З з          | З з                  | Z z                                                         |
| Ź ź     | ЗЬ зь        | З(Ь) з(ь)            | Z' z' / ZI zi                                               |
| Ž ž     | Ж ж          | Ж ж                  | Zh zh                                                       |

W dodatkowej tabeli niżej umieszczono litery cyrylicy niemające jednoliterowych odpowiedników w łacince.
| łacinka             | drahomanówka  | cyrylica współczesna   | transkrypcja oficjalna |
| ------------------- | ------------- | ---------------------- | ---------------------- |
| ˇA ˇa ´A ´a / JA ja | ЬА ьа / ЈА ја | Я я                    | IA ia / YA ya          |
| ˇE ˇe ´E ´e / JE je | ЬЕ ье / ЈЕ је | Є є                    | IE ie / YE ye          |
| JI ji               | ЈІ јі         | Ї ї                    | I i / Yi yi            |
| ŠČ šč               | ШЧ шч         | Щ щ                    | SCH sch                |
| ˇU ˇu ´U ´u / JU ju | ЬУ ьу / ЈУ ју | Ю ю                    | IU iu / YU yu          |
| ˇ ´                 | Ь ь           | Ь ь                    | ' (apostrof prosty)    |
| brak                | brak          | ’ (apostrof drukarski) | brak                   |

## Przykłady

### Testament
Testament Tarasa Szewczenki zapisany łacinką, drahomanówką, cyrylicą i w transkrypcji oficjalnej.
| Taras Ševčenko Zapovіt Jak umru, to pochovajte Mene na mohylі, Sered stepu šyrokoho, Na Vkrajinі mylіj, Ščob lany šyrokopolі, І Dnіpro, і kručі Bulo vydno, bulo čuty, Jak reve revučyj. Jak ponese z Ukrajiny U syńeje more Krov vorožu... otojdі ja І lany, і hory — Vse pokynu і polynu Do samoho boha Molytyśa... a do toho Ja ne znaju boha. Pochovajte ta vstavajte, Kajdany porvіte І vražoju zloju krovju Voľu okropіte. І mene v semji velykіj, V semji voľnіj, novіj, Ne zabuďte pomjanuty Nezlym tychym slovom. | Тарас Шевченко Заповіт Јак умру, то поховајте Мене на могилі, Серед степу широкого, На Вкрајіні миліј, Шчоб лани широкополі, І Дніпро, і кручі Було видно, було чути, Јак реве ревучиј. Јак понесе з Украјіни У синьеје море Кров ворожу... отојді ја І лани, і гори — Все покину і полину До самого бога Молитисьа... а до того Ја не знају бога. Поховајте та вставајте, Кајдани порвіте І вражоју злоју кровју Вольу окропіте. І мене в семјі великіј, В семјі вольніј, новіј, Не забудьте помјанути Незлим тихим словом. | Тарас Шевченко Заповіт Як умру, то поховайте Мене на могилі, Серед степу широкого, На Вкраїні милій, Щоб лани широкополі, І Дніпро, і кручі Було видно, було чути, Як реве ревучий. Як понесе з України У синєє море Кров ворожу... отойді я І лани, і гори — Все покину і полину До самого бога Молитися... а до того Я не знаю бога. Поховайте та вставайте, Кайдани порвіте І вражою злою кров'ю Волю окропіте. І мене в сем'ї великій, В сем'ї вольній, новій, Не забудьте пом'янути Незлим тихим словом. | Taras Shevchenko Zapovіt Yak umru, to pokhovaite Mene na mohylі, Sered stepu shyrokoho, Na Vkrainі mylіi, Schob lany shyrokopolі, І Dnіpro, і kruchі Bulo vydno, bulo chuty, Yak reve revuchyi. Yak ponese z Ukrainy U synieie more Krov vorozhu... otoidі ya І lany, і hory — Vse pokynu і polynu Do samoho boha Molytysia... a do toho Ya ne znaiu boha. Pokhovaite ta vstavaite, Kaidany porvіte І vrazhoju zloiu kroviu Voliu okropіte. І mene v semi velykіi, V semi vol'nіi, novіi, Ne zabud'te pomianuty Nezlym tykhym slovom. |

### Fragment Iwana Franki
Fragment wiersza, którego rękopis umieszczono na banknocie ukraińskim nominału 20 hrywien – w oryginale zapisany drahomanówką.
| Zemle, moja vseploďučaja maty! Syly, ščo v tvojij dvyžeľ hlubyni, Krapľu, ščob v boju smilijše stojaty, Daj i mini. | Земле, моја всеплодьучаја мати! Сили, шчо в твојіј движель глубині, Крапльу, шчоб в боју сміліјше стојати, Дај і міні!     |
| Земле, моя всеплодючая мати! Сили, що в твоїй движель глубині, Краплю, щоб в бою смілійше стояти, Дай і міні!       | Zemle, moia vseplodiuchaia maty! Syly, scho v tvoii dvyzhel' hlubyni, Krapliu, schob v boiu smiliishe stoiaty, Dai i mini. |